# Vecchio lupo
Nel metodo scout, Vecchio lupo (abbreviato in VL, al plurale VVLL) è il nome con cui i lupetti chiamano tutti i capi adulti che prestano servizio all'interno del branco. Ognuno di essi è conosciuto dai lupetti con un Nome Giungla e normalmente viene sempre chiamato con esso e mai con il suo nome vero. Il nome è scelto tra i personaggi positivi principali del Libro della Giungla. Ogni capo è comunque un "vecchio lupo", anche se il suo personaggio non è effettivamente un lupo, ma un altro tipo di animale.
Nei branchi misti è opportuno che ci siano vecchi lupi di entrambi i sessi ed in numero adeguato a garantire un rapporto di almeno un adulto ogni 10 bambini.